# Guvernul Mihail Kogălniceanu
Guvernul Mihail Kogălniceanu a fost un consiliu de miniștri care a guvernat Principatele Unite ale Moldovei și Țării Românești în perioada 11 octombrie 1863 - 26 ianuarie 1865.

## Componență
- Președintele Consiliului de Miniștri

Mihail Kogălniceanu (11 octombrie 1863 - 26 ianuarie 1865)
- Ministrul de interne

Mihail Kogălniceanu (11 octombrie 1863 - 19 iulie 1864)
- Ministrul lucrărilor publice

Petre Orbescu (11 octombrie 1863 - 6 mai 1864)
ad-int. Mihail Kogălniceanu (6 mai - 19 iulie 1864)
- Ministrul de interne, agricultură și lucrări publice

Mihail Kogălniceanu (19 iulie 1864 - 26 ianuarie 1865)
- Ministrul de externe

Nicolae Rosetti-Bălănescu (11 octombrie 1863 - 26 ianuarie 1865)
- Ministrul finanțelor

Ludovic Steege (11 octombrie 1863 - 21 ianuarie 1865)
ad-int. Nicolae Rosetti-Bălănescu (21 - 26 ianuarie 1865)
- Ministrul justiției

Alexandru Papiu Ilarian (11 octombrie 1863 - 27 februarie 1864)
ad-int. Petre Orbescu (27 februarie - 6 mai 1864)
Petre Orbescu (6 mai - 19 iulie 1864)
- Ministrul cultelor

Dimitrie Bolintineanu (11 octombrie 1863 - 19 iulie 1864)
- Ministrul justiției și cultelor

Nicolae Crețulescu (19 iulie 1864 - 21 ianuarie 1865)
Grigore Bengescu (21 - 26 ianuarie 1865)
- Ministrul de război

Gen. Alexandru Iacovache (11 octombrie 1863 - 12 aprilie 1864)
Gen. Savel Manu (12 aprilie 1864 - 26 ianuarie 1865)
- Ministrul controlului

ad-int. Alexandru Papiu Ilarian (11 octombrie 1863 - 27 februarie 1864)
ad-int. Nicolae Rosetti-Bălănescu (27 februarie 1864 - 26 ianuarie 1865)

## Articole conexe
- Guvernul Mihail Kogălniceanu (Iași)
- Guvernul Mihail Kogălniceanu (2)

## Sursă
- Stelian Neagoe - "Istoria guvernelor României de la începuturi - 1859 până în zilele noastre - 1995" (Ed. Machiavelli, București, 1995)

| Precedat(ă) de: Guvernul Nicolae Kretzulescu (1) | Guvernul Mihail Kogălniceanu 11 octombrie 1863 - 26 ianuarie 1865 | Succedat(ă) de: Guvernul Constantin Bosianu |